# Luiz Eduardo Toledo
Luiz Eduardo Toledo Oliveira, (Rio de Janeiro, 23 de outubro de 2005) é um ator brasileiro.

## Filmografia

### Televisão
| Ano  | Título                  | Personagem                | Nota                       |
| ---- | ----------------------- | ------------------------- | -------------------------- |
| 2015 | O Grande Gonzales       | Denis                     |                            |
| 2015 | Os Dez Mandamentos      | Eliézer                   |                            |
| 2016 | Detetive do Prédio Azul | Zulio                     | Episódio: "O Menino Azul"  |
| 2017 | Belaventura             | Gonzalo (criança)         |                            |
| 2017 | Apocalipse              | Ricardo Montana (criança) |                            |
| 2018 | Jesus                   | Barrábas (jovem)          |                            |
| 2018 | Dancing Brasil Júnior   | Participante              |                            |
| 2019 | A Dona do Pedaço        | Rael Matheus (jovem)      |                            |
| 2021 | Gênesis                 | Akia                      | [ 6 ]                      |
| 2022 | Reis                    | Nadabe (jovem)            |                            |
| 2024 | Garota do Momento       | Menino que jogava boliche | Episódio: "10 de dezembro" |

### Cinema
| Ano  | Título             | Personagem | Nota |
| ---- | ------------------ | ---------- | ---- |
| 2016 | Os Dez Mandamentos | Eliézer    |      |
| 2016 | O Calvário         | Vitor      |      |
| 2019 | Renascidos         | Tito       |      |

## Teatro
- O Gato de Botas - Príncipe
- Festa no Céu - Mestre Sapo
- O Milagre do Sol - Pedro
- João e Maria - João
- O Mistério de Feiurinha - Anão
- Smurfs - Gênio
- Scharamoush - O Cientista Atrapalhado
- Mary Poppins - Michael
- O Pequeno Príncipe - Aviador
- O Extraordinário - Auggie Pulman
- O Menino Maluquinho - O Menino Maluquinho